# Meniscomorpha orbitalis
Meniscomorpha orbitalis är en stekelart som först beskrevs av Cresson 1874.  Meniscomorpha orbitalis ingår i släktet Meniscomorpha och familjen brokparasitsteklar. Inga underarter finns listade i Catalogue of Life.